# 23 жовтня
23 жовтня — 296-й день року (297-й у високосні роки) за григоріанським календарем. До кінця року залишається 69 днів.

## Свята і пам'ятні дні

### Міжнародні
- День обізнаності про синдром Кабукі[1]
- День створення Землі[2]
- Міжнародний день снігового барса.
- День організатора ток-шоу.

### Національні
- Угорщина: Національне свято Угорської Республіки. День початку Угорської революції 1956 року та День проголошення Угорської Республіки (1989)
- Бразилія: День авіатора.
- Лівія: День визволення.
- Мексика: День доктора. (Día del médico)
- Таїланд День пам'яті короля Рами V або Чулалонгкорна.
- Камбоджа: День пам'яті паризького мирного договору.
- Македонія: День революційної боротьби.
- США:
  - Національний день юристів.
  - Національний день медичних асистентів.
  - Національний день бостонського кремового пирога.

### Релігійні
Православ'я:
- Апостола Якова, брата Господнього за плоттю.
- Святителя Ігнатія, патріарха Константинопольського.

## Іменини
Православні: Яків, Ігнатій.

## Події
- 787 — Другий Нікейський собор християнської церкви встановив порядок шанування ікон.
- 1086 — мусульманські війська розбили християн при Саграхасі в Іспанії.
- 1864 — За імператорським наказом ліквідовано Азовське козацьке військо.
- 1917 — Павла Скоропадського обрано гетьманом українського козацтва.
- 1946 — Розпочалося перше засідання Генеральної Асамблеї ООН.
- 1956 — в столиці Угорщини, Будапешті почалося антирадянське повстання: 200-тисячна народна демонстрація солідарності з повсталими робітниками Польської Народної Республіки, яка пройшла від пам'ятника польському полководцю Бему до пам'ятника Петефі і була розстріляна прорадянською службою безпеки. Після цього в Угорській Народній Республіці почалося загальнонаціональне антирадянське повстання.
- 1990 — Верховна Рада УРСР, внаслідок Революції на Граніті проголосувала за відставку Прем'єр-міністра Масола.
- 1994 — Держдума РФ прийняла закон про зупинку поділу Чорноморського флоту між Росією та Україною.
- 2001 — Компанія Apple представляє перший iPod.

## Народились
Дивись також Категорія:Народились 23 жовтня
- 1543 — Хуан де Куева, іспанський поет і драматург.
- 1698 — Анж Жак Ґабріель, французький архітектор, один з основоположників і найбільших майстрів французького класицизму XVIII ст.
- 1769 — Джеймс Ворд (художник), англійський живописець і гравер.
- 1805 — Адальберт Штіфтер, австрійський письменник, поет, художник і педагог.
- 1817 — П'єр Ларусс, французький філолог, письменник, педагог, мовознавець, лексикограф та видавець; започаткував видання 17-ти томного Великого універсального словника 19 сторіччя.
- 1844 — Вільгельм Лейбл, німецький художник-реаліст.
- 1868 — Фредерік Ланчестер, англійський ерудит і інженер, зробив значний внесок в автомобілебудування, аеродинаміку.
- 1886 — Харитон Славоросов, український авіаінженер, спортсмен. Один з перших авіаторів Російської імперії. Жертва сталінського терору.
- 1898 — Моїз Гайсинський, французький хімік українсько-єврейського походження, один з основоположників радіаційної хімії. Навчався в Харківському університеті.
- 1905 — Фелікс Блох, швейцарсько-американський фізик.
- 1905 — Янь Цзягань, китайський політик, очолював уряд Республіки Китай.
- 1920 — Джанні Родарі, італійський письменник.
- 1927 — Лешек Колаковський, польський філософ.
- 1928 — Артур Войтецький, український кінорежисер.
- 1936 — Людмила Іванівна Нуйкіна — радянська розвідниця-нелегал.
- 1940 — Пеле (Едсон Арантес ду Насіменту), бразильський футболіст, трикратний чемпіон світу (1958, 1962, 1970 рр.), міністр молоді та спорту Бразилії.
- 1954 — Енг Лі, тайванський кінорежисер та продюсер.
- 1959 — Сем Реймі, американський актор.
- 1978 — Яна Дементьєва, українська веслувальниця, олімпійська чемпіонка.
- 1986 — Емілія Кларк, британська акторка театру, кіно та телебачення.
- 1989 — Андрій Ярмоленко, український футболіст.
- 1992 — Альваро Мората, іспанський футболіст.

## Померли
Дивись також Категорія:Померли 23 жовтня
- 1632 — Джованні Баттіста Креспі, італійській художник доби раннього бароко, скульптор і архітектор.
- 1768 — Жан Батист Будар, французький скульптор, працював здебільшого в Італії.
- 1872 — Теофіль Готьє, французький поет, прозаїк, літературний критик, лібретист та художник.
- 1935 — Чарлз Демут, американський художник.
- 1937 — Михайль Семенко, український поет-футурист, невтомний організатор футуристичних угруповань, страчений в одній з київських в'язниць.
- 1944 — Чарльз Гловер Баркла, британський фізик, лауреат Нобелівської премії з фізики 1917.
- 1946 — Ернест Томпсон Сетон, канадський (шотландського походження) письменник, художник-анімаліст.
- 1984 — Оскар Вернер, австрійський актор.
- 1988 — Степан Турчак, український диригент.
- 2011 — Марко Сімончеллі, італійський мотогонщик.